# Wolfgang Grässe
Wolfgang Grässe (* 16. Mai 1930 in Dresden; † 17. August 2008 in Penguin (Tasmanien)) war ein deutscher Maler und Grafiker, der sich als fantastischer Realist verstand. Gegen Ende des Zweiten Weltkriegs überlebte er 1945 die schweren Angriffe britischer und US-amerikanischer Bomber auf Dresden. Danach lebte er in Italien und kehrte 1948 in seine Heimat zurück, die ab 1949 zur Deutschen Demokratischen Republik gehörte. Im Jahr 1966 wanderte er nach Australien aus, lebte viele Jahre in Sydney und zuletzt in der Hafenstadt Penguin.

## Leben und Wirken
Nach dem Krieg ging der Fünfzehnjährige nach Italien, wo er von seinem Großvater Friedrich Grässe die einzige künstlerische Ausbildung erhielt. Nach seiner Rückkehr in den deutschen Osten zeichnete er Karikaturen, von denen eine Josef Stalin am Galgen zeigte. Deswegen wurde er zu Zwangsarbeit im berüchtigten sowjetischen Speziallager Bautzen verurteilt, nach acht Jahren vorzeitig entlassen.
Danach ging er nach Berlin, wo er für Zeitungen und Zeitschriften in Westdeutschland arbeitete und wo viele seiner Gemälde und Zeichnungen entstanden.
Grässe arbeitete im Stil der Wiener Schule des Phantastischen Realismus und verwehrte sich gegen eine Zuordnung zum Surrealismus. So wird verständlich, dass er seine letzten verbliebenen Werke dem Wiener Künstler Ernst Fuchs hinterließ.

## Ausstellungen

### Deutschland
Bonn – Hamburg – München.

### Australien
New South Wales und Victoria.